# União Norte-Americana
A União Norte-Americana (NAU do inglês North American Union), também chamada de Mexamericanadá, é uma união económica e política teórica entre Canadá, México e o Estados Unidos. O conceito é baseado na União Europeia, às vezes incluindo uma moeda comum chamada de Amero ou o dólar norte-americano. A união do continente norte-americano, às vezes estendendo-se até a América Central e América do Sul, tem sido objeto de conceitos acadêmicos há mais de um século.
A ideia de uma forma de união tem sido discutida ou proposta nos meios acadêmicos, empresariais e políticos por décadas, No entanto, funcionários do governo dos três países dizem que não há planos de criar uma União da América do Norte e que nenhum acordo para fazê-lo foi alguma vez assinado. A formação de uma União da América do Norte tem sido alvo de vários teorias conspiratórias.

## Características
Os conceitos de uma União da América do Norte compartilham uma série de elementos comuns entre eles.

### Amero
O "Amero" é a denominação dada ao que seria contrapartida da União norte-americana para o euro. Foi proposto pela primeira vez em 1999 pelo economista canadense Herbert G. Grubel.